# Kleber Mendonça Filho
Kleber Mendonça Filho, właśc. Kleber de Mendonça Vasconcellos Filho (ur. 1 sierpnia 1968 w Recife) – brazylijski reżyser, scenarzysta, producent i krytyk filmowy.

## Życiorys
Kleber Mendonça Filho urodził się w Recife, w stanie Pernambuco w Regionie Północno-Wschodnim Brazylii. Studiował dziennikarstwo na Universidade Federal do Pernambuco. Zajmował się między innymi krytyką filmową, odpowiadał również za zagadnienia związane z filmem w fundacji Fundação Joaquim Nabuco. Na początku kariery kręcił wideoklipy, filmy dokumentalne i krótkometrażowe. Te ostatnie były jego przepustką do świata kinematografii i otrzymał za nie swoje pierwsze nagrody. Jego pierwsze produkcje to: Vinil verde (2004), Eletrodoméstica (2005) i Recife frio (2009).
Pierwszym filmem pełnometrażowym Klebera był film Crítico (2008). W 2012 zyskał światową sławę filmem Sąsiedzkie dźwięki (O Som ao Redor), który zdobył m.in. nagrodę FIPRESCI na MFF Nowe Horyzonty we Wrocławiu w 2012.
Liczne międzynarodowe nagrody zdobył również Aquarius (2016), w którym główną rolę zagrała Sônia Braga. Film startował w konkursie głównym na 69. MFF w Cannes. Obraz otrzymał nagrodę dla najlepszego filmu podczas MFF w Cartagena de Indias oraz w Mar del Plata.
Zasiadał w jury konkursu głównego na 74. MFF w Cannes (2021) oraz na 81. MFF w Wenecji (2024).
Kleber jest żonaty z francuską producentką filmową Emilie Lesclaux.

## Filmografia

### Reżyser

#### Filmy fabularne
- 2019: Bacurau
- 2016: Aquarius
- 2012: Sąsiedzkie dźwięki (O Som ao Redor)

#### Filmy dokumentalne
- 2015: A Copa do Mundo no Recife
- 2008: Crítico

#### Filmy krótkometrażowe
- 2009: Recife Frio
- 2007: Noite de Sexta, Manhã de Sábado
- 2005: Eletrodoméstica
- 2004: Vinil Verde
- 2002: A Menina do Algodão
- 1997: Enjaulado[6][7]